# Liste der Aktionen, Fluxus-Konzerte und Dé-coll/age-Happenings von Wolf Vostell
Der deutsche Künstler Wolf Vostell (1932–1998) hat von 1958 bis 1994 Aktionen, Fluxus-Konzerte und Dé-coll/age-Happenings aufgeführt, von denen viele Objekte und Utensilien, die in diesen benutzt wurden, in Environments, Installationen, Bildern und Multiples integriert wurden.

## Hintergrund
Wolf Vostell fand am 6. September 1954 in Paris auf der Titelseite des Le Figaro das Wort „décollage“ (deutsche Übersetzung = abheben, losmachen, losgehen des Geleimten, trennen), das im Zusammenhang mit einem Absturz einer Lockheed Super Constellation in den Shannon benutzt wurde. Wolf Vostell änderte für sich die Schreibweise in Dé-coll/age. Er übertrug den Begriff auf seine Plakatabrisse und Happenings. Dé-coll/age wurde für Wolf Vostell zum Gestaltungsprinzip und umfassenden Kunstbegriff.

## Liste der Aktionen, Fluxus-Konzerte und Dé-coll/age-Happenings (Auswahl)
- 1958: Das Theater ist auf der Straße, Dé-coll/age Demonstration, Dé-coll/age-Happening, Passage de la Tour de Vanves, in den Straßen von Paris (Januar)
- 1960: Plakatphasen, Aktion mit Dé-coll/age-Musik, Plaza de Cataluña, Barcelona (August)
- 1961: TV-Dé-coll/agen für Millionen, TV-Dé-coll/age-Happening, Elektronische Verwischung & Verzerrung von TV-Bildern, Arbeit mit Oszillogrammen und elektroakustischen Objekten, Köln. Erste Planung 1959.
- 1961: Simultans und Dé-coll/age Solo, Aktionen mit Dé-coll/age-Musik, Galerie Lauhus, Köln.
- 1961: Lemons, Pre-Fluxus, Benjamin Patterson & Wolf Vostell, Atelier Wolf Vostell, Spichersstraße, Köln (14. Juli)
- 1961: Cityrama, Permanente Realistische Demonstration, Dé-coll/age-Happening, Köln (15. September)
- 1962: Aktionen für Galeriepublikum, Dé-coll/age-Happening, VI. Salon de Mayo, Barcelona (Mai)
- 1962: Kleenex, Verwischungen, Neo – Dada in der Musik,  Düsseldorf Kammerspiele, Düsseldorf (16. Juni)
- 1962: PC-Petite Ceinture, Bus-Happening für die Linie PC Petite Ceinture, Paris (3. Juli)
- 1962: Rokin, Simultane Happenings, Rokin moving theatre Nr. 1, Amsterdam, in Zusammenarbeit mit der Galerie Monet, Amsterdam (5. Oktober)
- 1962: Kleenex 1, Verwischungen, Fluxus-Aktion, Fluxus – Internationale Festspiele Neuester Musik, Museum Wiesbaden, Wiesbaden (1. – 23. September)
- 1962: Kleenex 2, Verwischungen, Fluxus-Aktion, Parallele Aufführungen Neuester Musik, Galerie Monet, Amsterdam. (5. Oktober)
- 1962: Kleenex 3, Verwischungen/Lichtverwischung, Fluxus-Aktion, Fluxus-Musik OG Anti-Musik-Det Instrumentale Teater, Nikolaikirche, Kopenhagen (23. – 28. November)
- 1962: Kleenex 4, Festum Fluxorum, Centre American, Paris (3. – 8. Dezember)
- 1963: Kleenex 5, Festum Fluxorum Fluxus, Kunstakademie Düsseldorf (2. – 3. Februar)
- 1963: TV-Burying, Dé-coll/age-Happening, YAM Festival, Festival of Happenings, auf der Farm von George Segal in New Brunswick, New York, in Zusammenarbeit mit der Smolin Gallery, New York (19. Mai)
- 1963: Morning Glory und New York Dé-coll/age, Fluxus-Aktionen, Thrid Rail Happenings, New York, 3rd Rail Gallery, New York (25. Mai)
- 1963: 9 Nein Dé-coll/agen, Dé-coll/age-Happening, Wuppertal, in Zusammenarbeit mit der Galerie Parnass, Wuppertal (14. September)
- 1964: Sun in your head, TV-Verwischungsfilm aufgeführt mit Aktionen, Leidse Plein Theater, Amsterdam (11. Januar)
- 1964: You, Dé-coll/age-Happening, mit Teilnahme von Allan Kaprow, Great Neck, Long Island. New York (19. April)
- 1964: Schnell im Bild, Dokumentarisches Happening, Frankfurt-Niederursel, in Zusammenarbeit mit der Galerie Loehr, Realisiert anlässlich des Bloomsday 64 (26. Juni)
- 1964: Nie Wieder-Never-Jamais, Dé-coll/age-Happening, Festival der Neuen Kunst, Auditorium Maximum der Technischen Hochschule, Aachen (20. Juli)
- 1964: Bus Stop, Dé-coll/age-Happening, Kopenhagen, Kopenhagen (30. August)
- 1964: In Ulm, um Ulm und um Ulm herum, Dé-coll/age-Happening, Ulm, in Zusammenarbeit mit dem Ulmer Theater und dem studio F, Ulm (7. November)
- 1964: Weisser als weiss, Live-Sendung im ZDF, Landesstudio NRW, Düsseldorf (11. Dezember)
- 1965: Phaenomene, Dé-coll/age-Happening, Berlin, in Zusammenarbeit mit der Galerie René Block, Berlin (27. März)
- 1965: Die Folgen der Notstandsgesetze, 24-Stunden-Happening, in Zusammenarbeit mit der Galerie Parnass, Wuppertal (5./6. Juni)
- 1965: Wenn sie mich fragen, Dé-coll/age-Happening, Reinbek bei Hamburg, in Zusammenarbeit mit dem Rowohlt-Verlag, Hamburg (24. September)
- 1965: Berlin, 100 Ereignisse, Dé-coll/age-Happening, Berlin, in Zusammenarbeit mit der Galerie René Block, Berlin (10. November)
- 1966: Put a tiger in your tank, Dé-coll/age-Happening, New York (Teilweise realisiert) (März)
- 1966: Dogs and Chinese not allowed, 5-Vor, 1 Haupt- und 1 Nach-Dé-coll/age-Happening, New York, Long Island, New York (16.–21. März)
- 1966: Rebellion plus minus Dé-Composition, Dé-coll/age-Happening, London, Institute of Contemporary Arts (ICA), DIAS 66 (Destruction in Art Symposium), London (14. September)
- 1966: Seh-Buch, Dé-coll/age-Happening, Studentenhaus, Frankfurt am Main, in Zusammenarbeit mit dem Rowohlt-Verlag, Hamburg (23. September)
- 1966: Saigon 2 / Alabama 2 (Juxtapositionen1) Dé-coll/age-Happening, Aachen, in Zusammenarbeit mit der Galerie Aachen, Aachen (25. September)
- 1966: 3 Kontinente Happening, Simultane Happenings in 3 Städten: Allan Kaprow in New York, Marta Minujín in Buenos Aires und Wolf Vostell in Berlin. Teilweise realisiert (14. Oktober)
- 1967: Miss Vietnam, Dé-coll/age-Happening, Köln, in Zusammenarbeit mit Galerie Tobies & Silex, Köln (27. Mai)
- 1967: 21 Projektoren, Happening in zwei Teilen: Fluxus-Film- und Multiprojektionen, Köln, in Zusammenarbeit mit Galerie Tobies & Silex, Köln (31. Mai)
- 1968: Magnetostriktion in Milch, 5-Tage-Rennen in der Tiefgarage unter der Kölner Kunsthalle, realisiert anlässlich des 2 Kölner Kunstmarktes, Köln (15.–20. Oktober)
- 1969: Brotvermessung, Instant-Happening, Köln (15. März)
- 1969: Telemetrie, Aktionsraum, München, in Zusammenarbeit mit Galerie van de Loo, München (5. Mai–5. Juni)
- 1969: Notstandsbordstein, Dé-coll/age-Happening mit Filmprojektion, München, in Zusammenarbeit mit der Galerie van de Loo, München (6. Mai)
- 1969: Rasten und Tanken, Dé-coll/age-Happening, München, in Zusammenarbeit mit der Galerie van de Loo, München (8. Mai)
- 1969: 100 Mal Hören und Spielen, Aktionsspiele, Funk-Happening, WDR, 1. Programm, Köln (19. Mai)
- 1969: Rebellion der Vereinigung, Dé-coll/age-Happening, Radioprogramm Die Kunst ist tot, es lebe die Kunst, HR, 2. Programm, Frankfurt am Main (29. Juni)
- 1970: Salat, Dé-coll/age-Happening in einem Zug zwischen Köln und Aachen, in Zusammenarbeit mit dem Kölnischen Kunstverein (7. November 1970 – 6. November 1971)
- 1970: TV-Ochsen, Köln, Kölnischer Kunstverein (nach Verbot nicht realisiert)
- 1971: Ecouter et jouer, Funk-Happening. Atelier de création radiophonique. ORTF Paris.
- 1972: Schnee, Dé-coll/age-Happening, Zürich, in Zusammenarbeit mit der Galerie Art in progess, Zürich (14.–15. Januar)
- 1972: Desastres, Film-Happening in Zusammenarbeit mit dem Neuen Berliner Kunstervereins, Berlin (1. Oktober)
- 1973: Mania, Dé-coll/age-Environment-Happening, realisiert für die Ausstellung Kunst im politischen Kampf, Kunstverein Hannover (31. März – 13. Mai)
- 1973: Calvario, Dé-coll/age Happening, Mailand, in Zusammenarbeit mit der Galerie La Bertesca, Mailand (7. Juni)
- 1973: Berlin-Fieber, Dé-coll/age-Happening, Berlin-Lichterfelde, realisiert anlässlich ADA-Aktionen der Avantgarde in Zusammenarbeit mit dem Neuen Berliner Kunstervereins, Berlin (16. September)
- 1974: Umgraben, Dé-coll/age-Happening, Worpswede, realisiert anlässlich des Festivals pro musica nova, Radio Bremen (5. Mai)
- 1974: Erdbeeren, Autobus-Happening, Berlin, Kurfürstendamm, realisiert anlässlich ADA 2 (ADA-Aktionen der Avantgarde) in Zusammenarbeit mit dem Neuen Berliner Kunstervereins, Berlin (27. – 29. September)
- 1975: Fandango, Fluxus Konzert, Galeria Multhipla, Mailand (15. Oktober)
- 1976: Dérriere Lárbre, Video-Happening, Cantera de Garraf, Barcelona, in Zusammenarbeit mit der Galerie G. Barcelona, Barcelona (14. Mai)
- 1976: Regen, Dé-coll/age-Happening, Berlin, realisiert anlässlich des Festivals KAHV (Kaprow-Activity-Happening-Vostell), in Zusammenarbeit mit dem Neuen Berliner Kunstervereins, Berlin (12. September)
- 1976: Bundtschuh, 1000 Städte-Happening, realisiert anlässlich der Ausstellung Schuh-Werke Aspekte zum Menschenbild, Kunsthalle Nürnberg, Nürnberg (26. September)
- 1978: Der Heuwagen, Dé-coll/age-Happening, Essen, in Zusammenarbeit mit Kunststudenten der Gesamthochschule Essen, Essen (25. Januar)
- 1979: Romancero Gitano, Fluxus-Konzert, Fundació Joan Miró, Barcelona (4. Januar)
- 1979: Alem-Tejo-Vos-Tejo, Fluxus-Aktion, Fundacao Calouste Goulbenkian, Lissabon (Mai)
- 1979: Radio Fisch, Fluxus-Konzert in Memoriam an George Maciunas, Galerie Ars Viva, Berlin (5. September)
- 1980: Juana La Loca, Fluxus-Konzert, Galeria II Centro, Neapel.
- 1982: Der Garten der Lüste, Fluxus-Oper, Festival pro musica nova, Radio Bremen, Bremen (5. Mai)
- 1982: Der Garten der Lüste, Fluxus-Oper, Centre Culturel de Calais, Paris (25. Mai)
- 1982: La Siberia Extremeña, Fluxus-Konzert, Museo Vostell Malpartida, Malpartida de Cáceres (14. Oktober)
- 1983: La Siberia Extremeña, Fluxus-Konzert, Museum van Hedendaagse Kunst, Gent (21. April)
- 1983: La Siberia Extremeña, Fluxus-Konzert, Grande Salle, E.L.A.C., Lyon  (31. Mai)
- 1983: Beton Tango, Fluxus-Aktion, CAYC (Centro de Arte y Comunicacion), Buenos Aires (Juli)
- 1983: Fluxus-Konzert, Fluxus-Konzert, Bienal de São Paulo, São Paulo (15. Oktober)
- 1983: Die Nackten und die Toten, Fluxus-Konzert, Galerie Wewerka, Berlin (2. Dezember)
- 1984: Inferno, Dé-coll/age-Happening, in Zusammenarbeit mit Studenten des Vostell-Seminars der Internationalen Sommerakademie für Bildende Kunst in Salzburg (12. August)
- 1984: Dé-coll/age-Fluxus-Musica-Accion, Teatro Escalante, Sala Parpallo, Valencia (13. Dezember)
- 1985: Der Garten der Lüste, Fluxus-Oper, Fundacao Calouste Gulbenkian, Lissabon (12. – 13. April)
- 1986: Fluxus-Konzerte 1962–1986, Fluxus-Konzert, Instituto Aleman de Madrid, Madrid (9. – 15. April)
- 1986: Das Begräbnis der Sardine, Film-Happening, Ceclavin, Spanien (14. Juli)
- 1987: Fluxus-Aktions-Musik, Fluxus-Konzert, Museum Haus am Checkpoint Charlie, Berlin (27. September)
- 1988: Das Frühstück des Leonardo da Vinci in Berlin, Dé-coll/age-Fluxus-Happening, Berlin, im Auftrag des Sender Freies Berlin (17. Juni)
- 1989: Fluxus-Konzert, Fluxus-Konzert, Primer Crucero de Arte Contemporaneo, Mts. Odysseus, Mittelmeer (10. – 20. Mai)
- 1990: Piano 9 de Noviembre de 1989, Fluxus-Konzert, anlässlich der Ausstellung Pianofortissimo, Mailand (5. Februar)
- 1990: Le Cri, Fluxus-Konzert, Sale Polyvalente du Ile Arrondissement, Paris (31. Oktober)
- 1994: Sarajevo. 3 Fluxus-Pianos, Fluxus-Konzert, Fundació Pilar i Joan Miró a Mallorca, Palma de Mallorca (9. September)[1][2][3]